# Servius Cornelius Cethegus
Servius Cornelius Cethegus war ein römischer Politiker und Senator. Im Jahr 24 war er neben Lucius Visellius Varro ordentlicher Konsul. Gegen Ende der Regierungszeit des Kaisers Tiberius war er Prokonsul der Provinz Africa (34/5 oder 36/7 oder 37/8).